# Theo Olierook
Theodorus Johannes Jozef Olierook (Leiden, 23 september 1956) is een Nederlandse ondernemer.
Na de middelbare school te hebben doorlopen begon hij in 1975 bij een importeur van industriële machinerie. In 1978 werd hij daar hoofd automatisering en twee jaar later financial controller van het bedrijf.
In 1985 was Olierook medeoprichter van een softwarepakketleverancier. Hij verkocht het bedrijf aan het beursgenoteerde Multihouse NV en werd in 1991 door Hans Breukhoven naar Free Record Shop Holding gehaald als financieel directeur. In 1998 werd Olierook vicepresident van het concern. In 2006 verliet hij de Free Record Shop na 15 jaar.
In 2007 werd Olierook benoemd tot lid van het dagelijks bestuur van de Stichting Nederlandse Top 40, waar hij de plaats in nam van de in 2003 overleden Rob Out.
In 1995 was Olierook een van de oprichters van indoorskihal Snowworld in Zoetermeer. Sinds 2007 is Olierook ondernemer/investeerder en in die hoedanigheid aandeelhouder in verschillende bedrijven; hij investeert in start-ups in de muzieksector. Tegenwoordig is Olierook ook actief als commissaris bij diverse retailbedrijven en woningcorporaties.